# AMD APU

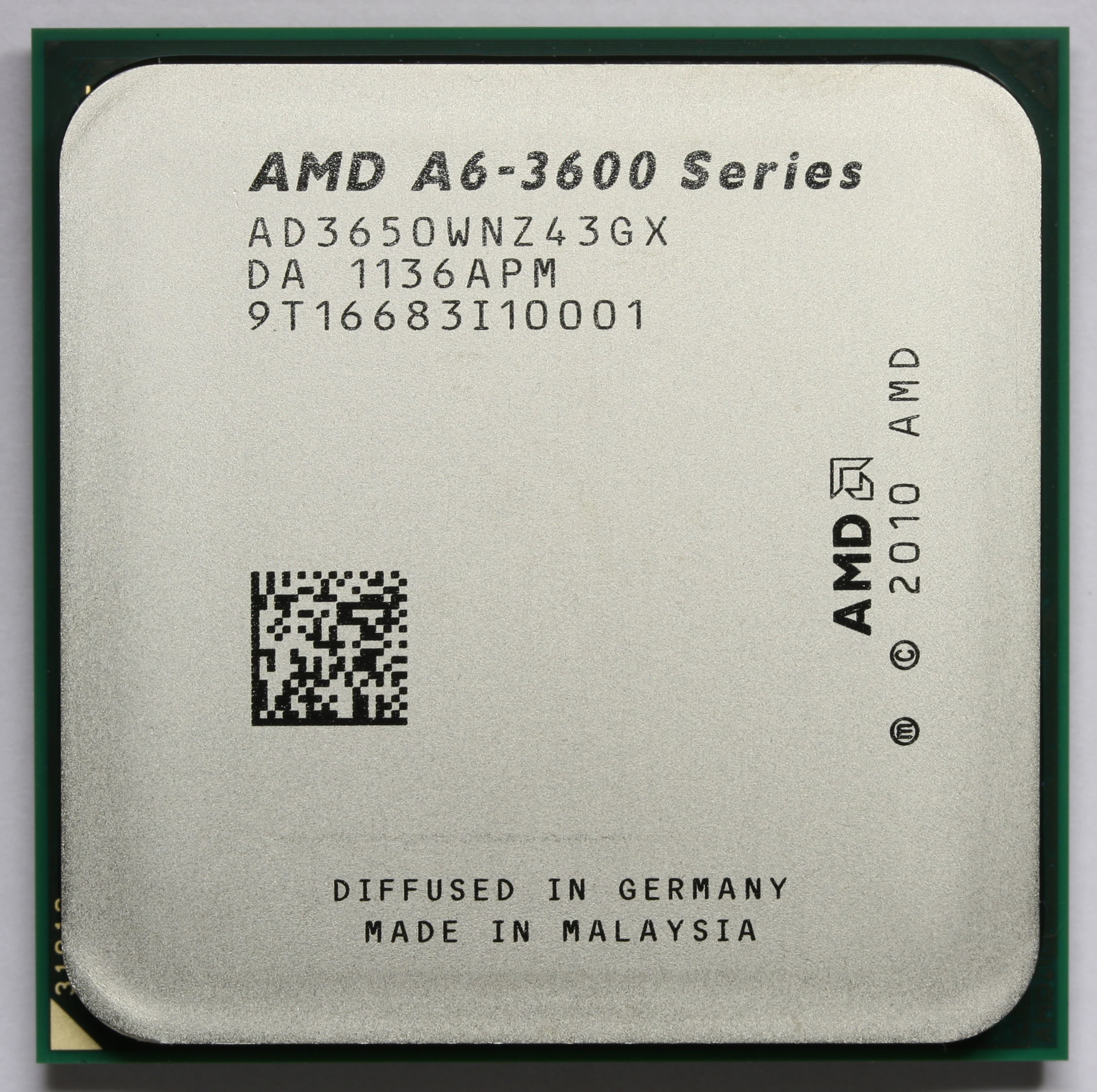
AMD A6-3650 (Llano)

AMD 가속 처리 장치(영어: AMD Accelerated Processing Unit, 이전 명칭 AMD Fusion)는 AMD가 개발하고 판매 중인 마이크로프로세서 자사 브랜드의 마케팅 용어이다. 범용 연산을 하는 CPU와 3차원 기하학적 연산을 하는 GPU를 하나의 다이 안에 접합시켜, 두 개의 다른 장치가 하나처럼 작동하도록 만드는 것을 목표로 설계되었다. 2006년에 AMD가 ATI를 인수한 이후 개발을 시작했으며, 2011년 1월 CES 2011에서 첫 선을 보였다. 하지만 2018년, AMD가 8세대 APU 레이븐 릿지를 라이젠 브랜드로 통합시킴에 따라 현재는 라이젠 브랜드 산하의 제품군으로 자리잡았다.

## 역사
AMD는 퓨전 프로젝트(The Fusion Project)라는 이름으로 CPU와 GPU, 두 장치를 하나의 다이 안으로 집적시킬 수 있는 SoC (단일 칩 체제) 개발을 목표로 하고 있었다. 2006년, ATI가 AMD의 산하로 들어온 뒤, ATi의 라데온 GPU 기술을 얻은 뒤로 프로젝트를 진행할 수 있었다. AMD는 이 프로젝트를 퓨전이라는 이름으로 출시를 향해 개발하고 있었으나, 45nm 공정에서 집적하는 도중에 생긴 몇 가지 기술적인 문제와 CPU와 GPU의 기능을 가지고 견해가 달라 의견 갈등이 생기는 등 4년의 연기가 이어졌다.
2011년 1월 4일, AMD는 마침내 4년 간의 개발 끝에 미국 라스베가스에서 열린 CES 2011에서 데스크탑과 노트북 시장을 목표로 하는 A 시리즈 1세대 APU인 라노 (Llano)를 공개하고, 2011년 6월 공식발매를 했다. 라노는 K10 아키텍처 기반의 CPU와 라데온 HD 6000 시리즈 기반의 GPU를 한 다이 안에 탑재했으며, FM1 소켓을 채택했다. 저전력 기기를 위한 APU들은 밥캣 아키텍처 기반의 CPU와 라데온 HD 6000 시리즈 기반의 GPU를 탑재한 브라조스 (Brazos) 플랫폼으로 개발되었다.
2016년, AMD는 불도저 계열이 아닌 완전히 새로운 SMT 기반의 젠 아키텍처를 공개하면서, AMD의 새로운 소켓 AM4를 처음 적용한 7세대 A 시리즈 APU인 브리스톨 릿지를 정식 공개했다. 그리고 2017년 하반기를 목표로 새로운 젠 코어를 적용한 APU 레이븐 릿지도 등장했다. 2018년, 8세대 APU 레이븐 릿지가 라이젠 브랜드로 통합되면서 APU 독립 브랜드는 막을 내렸다.

## 로드맵
| 플랫폼                        | 코드명                        | 일정    | 공정      | TDP    | CPU 코어         | GPU 코어        |
| ----------------------------- | ----------------------------- | ------- | --------- | ------ | ---------------- | --------------- |
| Desna                         | Ontario                       | Q2 2011 | 40nm bulk | 5.9W   | 2 밥캣           | 라데온 R 시리즈 |
| Desna                         | Ontario                       | Q1 2011 | 40nm bulk | 9W     | 1-2 밥캣         | 라데온 R 시리즈 |
| Desna                         | Zacate                        | Q1 2011 | 40nm bulk | 18W    | 1-2 밥캣         | 라데온 R 시리즈 |
| Lynx (데스크톱) Sabine (랩탑) | Llano                         | Q2 2011 | 32nm SOI  | 25~59W | 2-4 K-10/Stars   | 라데온 R 시리즈 |
| Deccan                        | Hondo                         | H1 2012 | 28nm bulk | <4.5W  | 1-2 밥캣+        | 라데온 R 시리즈 |
| Deccan                        | Wichita                       | H1 2012 | 28nm bulk | ~9W    | 1-2 밥캣+        | 라데온 R 시리즈 |
| Deccan                        | Krishna                       | H1 2012 | 28nm bulk | ~18W   | 2-4 밥캣+        | 라데온 R 시리즈 |
| Virgo (데스크톱) Comal (랩탑) | Trinity Weatherford Richland  | H1 2012 | 32nm SOI  | 25~95W | 2-4 불도저+      | 라데온 R 시리즈 |
| 데스크탑/랩탑                 | 브리스톨 릿지 (Bristol Ridge) | 2016    | 28nm      | 35~65W | 2~4 엑스카베이터 | 라데온 R 시리즈 |

## APU 브랜드 제품군
AMD APU는 CPU와 GPU를 한 다이 안에 탑재했으며, CPU 모듈, 캐시, 내장 GPU 프로세서로 이루어져 있다. CPU와 GPU는 서로 같은 버스를 공유하며, 내장임에도 불구하고 GPU에서만 지원하는 OpenCL 등의 APi를 지원한다. AMD는 APU 특유의 HSA 이기종 컴튜팅을 통해, CPU와 GPU가 상황에 따라 동시에 작동하거나 독립적으로 작동하는 유기적인 작업이 가능하다고 밝혔다.

### 라이젠 모바일 APU
라이젠 7 4000 시리즈
- 라이젠 7 4000(Ryzen 7 4000 계열) 시리즈는 프랑스의 화가 이름 '르누아르'를 딴 가속처리장치(APU)이므로, 2020년 상반기에 출시한 동급 최대 옥타 코어이다.

라이젠 5 4000 시리즈
- 라이젠 5 4000(Ryzen 5 4000 계열) 시리즈는 프랑스의 화가 이름 '르누아르'를 딴 가속처리장치(APU)이므로, 2020년 상반기에 출시한 동급 최대 헥사 코어이다.

라이젠 7 5000 시리즈
- 라이젠 7 5825(Ryzen 7 5825U Barcelo)은 스페인의 화가 이름 '미켈 바르셀로'를 딴 가속처리장치(APU)이므로, 2022년 상반기에 출시하여, 젠 3(Zen 3) 아키텍처을 기반으로 한 동급 최대 옥타 코어이다.
- 라이젠 7 5000(Ryzen 7 5800U Cezanne)은 프랑스의 화가 이름 '폴 세잔'을 딴 가속처리장치(APU)이므로, 2021년 상반기에 출시하여, 젠 3(Zen 3) 아키텍처을 기반으로 한 동급 최대 옥타 코어이다.
- 라이젠 7 5000(Ryzen 7 5700U Lucienne)은 2021년 상반기에 출시하여, 젠 2(Zen 2) 아키텍처을 기반으로 한 동급 최대 옥타 코어이다.

라이젠 5 5000 시리즈
- 라이젠 5 5625(Ryzen 7 5625U Barcelo)은 스페인의 화가 이름 '미켈 바르셀로'를 딴 가속처리장치(APU)이므로, 2022년 상반기에 출시하여, 젠 3(Zen 3) 아키텍처을 기반으로 한 동급 최대 헥사 코어이다.
- 라이젠 5 5600(Ryzen 5 5600 Cezanne)은 프랑스의 화가 이름 '폴 세잔'을 딴 가속처리장치(APU)이므로, 2021년 상반기에 출시하여, 젠 3(Zen 3) 아키텍처을 기반으로 한 동급 최대 헥사 코어이다.
- 라이젠 5 5000(Ryzen 5 5500 Lucienne)은 2021년 상반기에 출시하여, 젠 2(Zen 2) 아키텍처을 기반으로 한 동급 최대 헥사 코어이다.

라이젠 7 6000 시리즈
- 라이젠 7 6000(Ryzen 7 6700U Rembrandt)은 네덜란드의 화가 이름 '렘브란트 반 레인'을 딴 가속처리장치(APU)이므로, 2022년 하반기에 출시하여, DDR5 RAM을 사용하는 동급 최대 옥타 코어이다.

라이젠 5 6000 시리즈
- 라이젠 5 6000(Ryzen 7 6500U Rembrandt)은 네덜란드의 화가 이름 '렘브란트 반 레인'을 딴 가속처리장치(APU)이므로, 2022년 하반기에 출시하여, DDR5 RAM을 사용하는 동급 최대 헥사 코어이다.

## 같이 보기
- 불도저 (마이크로아키텍처)
- 젠 (마이크로아키텍처)
- 라데온
- 라이젠
- AMD 가속 처리 장치 마이크로프로세서 목록